# Mongkol Borei
Mongkol Borei es uno de los ocho distritos que forman la provincia camboyana de Banteay Mean Chey, con una población estimada en marzo de 2008 de 139 315 habitantes. Está dividido en las siguientes  comunas (khum), que se muestran asimismo con población estimada de 2008:
- Banteay Neang 17,189
- Bat Trang 6,466
- Chamnaom 16,460
- Kouk Ballangk 6,008
- Koy Maeng 5,437
- Ou Prasat 13,177
- Phnum Touch 10,228
- Rohat Tuek 10,557
- Ruessei Kraok 22,124
- Sambuor 6,055
- Soea 12,672
- Srah Reang 5,668
- Ta Lam 7,274[1]